# Honda Amaze
El Honda Amaze (también conocido como Honda Brio Amaze para el modelo de primera generación) es un sedán subcompacto de 4 puertas producido por Honda ubicado debajo del City. Es la versión sedán del hatchback Brio para el modelo de primera generación y siguió el mismo diseño y arquitectura con él, mientras que el modelo de segunda generación está construido sobre su propia plataforma. Honda lanzó Amaze en India en abril de 2013 y fue desarrollado en Honda R&D Asia Pacific Co., Ltd. ubicada en Bangkok, Tailandia. El Amaze está disponible con motor de gasolina y diésel. Es el sedán más pequeño de la gama de Honda.

## Primera generación (DF1/2; 2013)
El Amaze se fabrica en las instalaciones de la empresa en Greater Noida, con un nivel de localización de más del 90%.
El Amaze es la primera oferta diésel de Honda en India. El coche también está disponible con el motor de gasolina L12B3 i-VTEC de 1,2 L (73 pulgadas cúbicas) que se utiliza en los hatchbacks Fit/Jazz y Brio.
Además de ser el primer automóvil diésel de la compañía en India, el Amaze se ubica en el lucrativo segmento de sedán de nivel de entrada de menos de 4 metros, donde compite contra el Maruti Swift DZire, Tata Indigo eCS, Tata Tigor, Tata Zest, Volkswagen Ameo, Ford Figo Aspire y Hyundai Xcent. En Filipinas, el Brio Amaze también compite con el Mitsubishi Mirage G4.
Honda proporciona un nuevo motor diésel de 1.5 L (92 pulgadas cúbicas) específico para India en el Amaze. Este motor recibe el sobrenombre de i-DTEC y es un derivado del nuevo motor diésel Civic de 1.6 L (98 pulgadas cúbicas) lanzado recientemente en Europa. Este derivado específico de la India se desarrolló en torno a las normas de impuestos especiales / impuestos que ofrecen un régimen fiscal favorable para los automóviles de menos de 4 metros con motores de menos de 1,5 L (92 pulgadas cúbicas) de capacidad. Honda afirma que este motor totalmente de aluminio es el motor diésel más ligero de su clase.
El turbocompresor utilizado en el motor diésel i-DTEC de 1,5 L (92 pulgadas cúbicas) del Amaze fue diseñado y fabricado por Honeywell.

### 2016 estiramiento facial
La primera generación del Amaze recibió su lavado de cara en 2016. Este lavado de cara incluye una nueva parrilla, diseño de tablero, nuevas luces traseras y el uso de transmisión variable continua, en reemplazo de la automática de 5 velocidades. Las opciones de motor siguieron siendo las mismas. Al igual que en los modelos de actualización anteriores a 2016, ambos motores se pueden tener con una transmisión manual de 5 velocidades, mientras que la CVT se ofrece solo en la variante de gasolina.

### Mercados

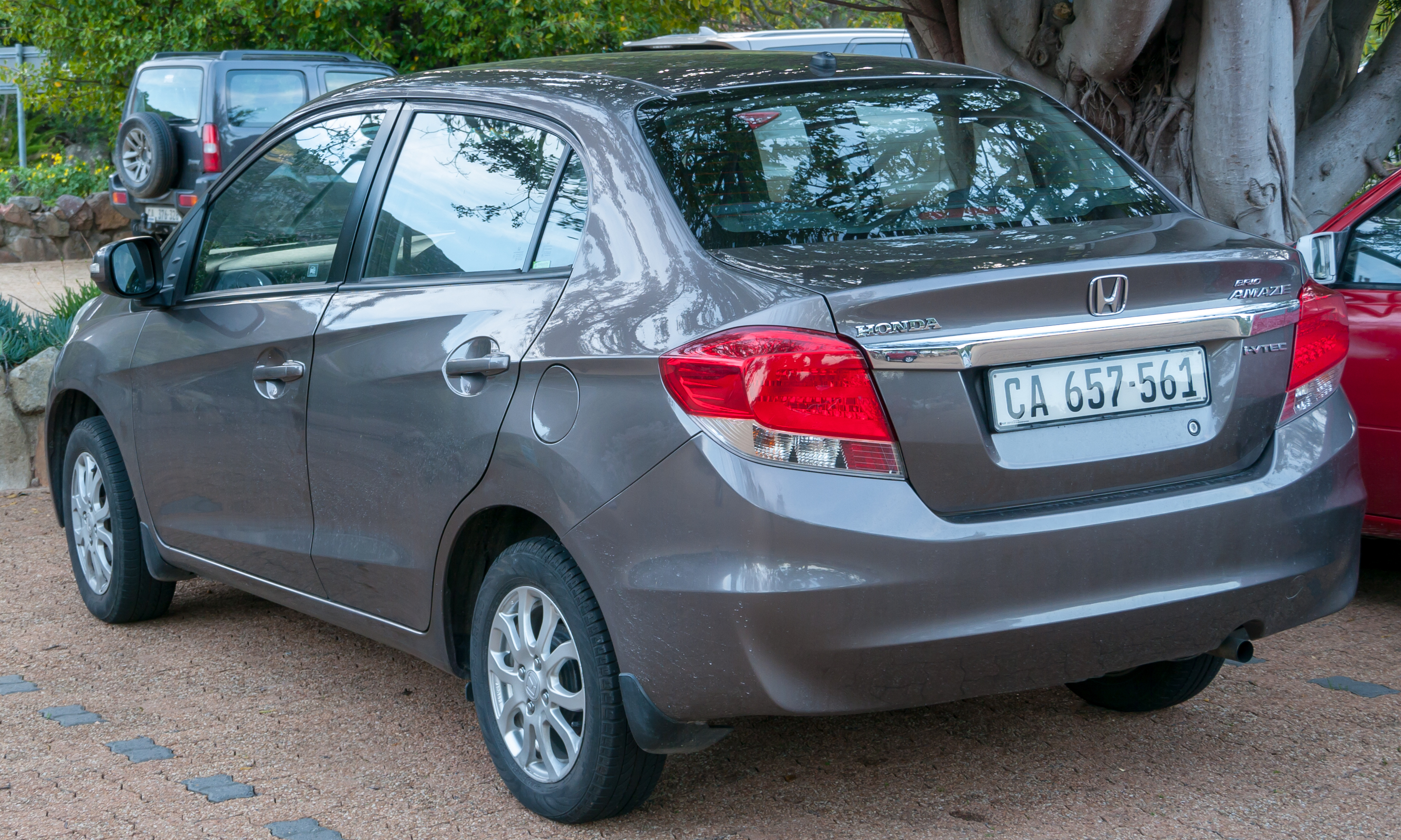
Honda Brio Amaze (Sudáfrica; prelavado de cara)

#### India
El Honda Amaze se lanzó en la India en abril de 2013 con cuatro niveles de equipamiento: E, EX, S y VX. En enero de 2014, se lanzó un ajuste adicional conocido como la variante "SX" y se colocó entre los ajustes "S" y "VX". En conjunción con el primer aniversario del Honda Amaze en India, se lanzó una "Edición de aniversario". El Amaze actualizado se ofrece en versiones E, S, SX y VX en el mercado indio. En julio de 2017 se lanzó una edición limitada "Privilege Edition" y en enero de 2018, se lanzó una edición especial denominada "Pride Edition".

#### Tailandia
La actualización de 2016 se lanzó en Tailandia en mayo de 2016 con solo el motor de gasolina 1.2 L L12B3 i-VTEC I4 combinado con una transmisión CVT. Había cuatro niveles de ajustes disponibles: S MT, S CVT, V MT y V CVT. Después del lavado de cara, solo dos niveles de equipamiento disponibles fueron V CVT y SV CVT.

#### Nepal
En junio de 2013, la primera generación de Honda Amaze salió a la venta en Nepal con solo una versión manual de gasolina disponible. Había tres niveles de equipamiento disponibles: E, EX y S. La versión actualizada de 2016 del Amaze fue lanzada en Nepal por Syakar Trading Pvt. Ltd. (STC) en junio de 2016 con solo el motor de gasolina 1.2 L L12B3 i-VTEC I4 combinado con una transmisión manual de 5 velocidades o CVT.

#### Filipinas
En septiembre de 2014, la primera generación de Honda Amaze se lanzó en Filipinas como Brio Amaze en el Salón Internacional del Automóvil de Filipinas de 2014. Todos los productos Brio Amaze del mercado filipino son totalmente importados de Tailandia. El Brio Amaze está propulsado por un motor de gasolina en línea 1.3 L L13Z1 i-VTEC I4 con una transmisión manual de 5 velocidades o una automática de 5 velocidades.

## Segunda generación (DF5/6; 2018)
La segunda generación de Amaze se presentó en la Auto Expo de febrero de 2018 en India, que Honda afirma estar construida sobre una nueva plataforma. El motor diésel ahora está acoplado a una CVT. El automóvil ha sido desarrollado en Honda R&D Asia Pacific Co. Ltd en Tailandia. La Amaze de segunda generación se ofrece en los modelos E, S, V y VX.

En julio de 2018, Honda Cars India Ltd. (HCIL) retiró 7.290 Honda Amaze de segunda generación con respecto a un problema potencial con la dirección asistida eléctrica. Los Amaze afectados se fabricaron entre el 17 de abril y el 24 de mayo de 2018.
En agosto de 2021, Honda Cars India lanzó el Amaze renovado con un estilo y un kit actualizados. Los motores de gasolina y diésel siguen siendo los mismos.
|                            |
| Honda Amaze S (DF5, India) |

### Tren motriz
| Tipo     | Motor                          | Transmisión             | Poder                                      | Esfuerzo de torsión               |
| -------- | ------------------------------ | ----------------------- | ------------------------------------------ | --------------------------------- |
| Gasolina | 1,2 L L12B4 i-VTEC I4          | Manual de 5 velocidades | 90 CV (89 CV) a 6.000 rpm                  | 110 N·m (81 lb·in) a 4.800 rpm    |
| Gasolina | 1,2 L L12B4 i-VTEC I4          | CVT                     | 90 CV (89 CV) a 6.000 rpm                  | 110 N·m (81 lb·in) a 4.800 rpm    |
| Diésel   | 1.5 L Earth Dreams i-DTEC I4-T | Manual de 5 velocidades | 100 PS (99 caballos de fuerza) a 3.600 rpm | 200 N·m (148 lb·in) a 1750 rpm    |
| Diésel   | 1.5 L Earth Dreams i-DTEC I4-T | CVT                     | 80 PS (79 caballos de fuerza) a 3.600 rpm  | 160 N·m (118 lb·in·in) a 1750 rpm |

### Seguridad
El Honda Amaze en India está equipado con dos airbags delanteros y soportes de asiento infantil ISOFIX de serie, sin embargo, no ofrece airbags laterales ni ESC en ninguna variante, incluso como opción. Tampoco tiene cinturones de seguridad de tres puntos ni restricciones para el cuello en todas las posiciones de los asientos.
El Honda Amaze fabricado en India fue probado por Global NCAP en su especificación de seguridad más básica para el mercado sudafricano, con 2 airbags y soportes de asiento infantil ISOFIX. Obtuvo un impresionante 14.08 de 17.00 puntos para la protección de adultos con una excelente integridad estructural logrando un resultado de cuatro estrellas, pero recibió una pésima calificación de 1 estrella para la protección de ocupantes infantiles debido a que el reposabrazos central trasero se desenganchó durante la prueba. El Honda Amaze vendido en el mercado indio no ha sido probado por Global NCAP hasta la fecha.
| Puntuaciones globales de NCAP        | Puntuaciones globales de NCAP |
| ------------------------------------ | ----------------------------- |
| Estrellas de protección para adultos | 4/5 estrellas                 |
| Puntaje de ocupante adulto           | 14.08/17.00                   |
| Estrellas de protección infantil     | 1/5 estrellas                 |
| Puntuación de ocupante infantil      | 8.16/49.00                    |
| Integridad de la cabina              | Estable                       |

### Estiramiento facial (2021)
El 18 de agosto de 2021, Honda lanzó el lavado de cara Amaze en India a Rs. 6.32 lakhs. El automóvil está disponible en 3 variantes E, S y VX. La V Variant se suspendió para el lavado de cara de 2021. El Amaze tiene los mismos motores 1.2 gasolina y 1.5 diésel. La variante VX ahora tiene faros delanteros de proyector led con DRL led y faros antiniebla led junto con faros traseros led. Sin embargo, la variante E se basa en el modelo saliente. La variante S está disponible con algunas características nuevas que son entrada remota sin llave e indicadores de giro led en los espejos junto con luces led DRL y luces traseras led.

## Ventas
Las cifras de ventas de febrero de 2015, fueron dadas a conocer por Honda Cars India y el Amaze fue el modelo más vendido para la firma japonesa, con 7.163 unidades vendidas.
| Año  | Tailandia | India  |
| ---- | --------- | ------ |
| 2014 | 4.297     | 65,505 |
| 2015 | 2,153     | 63,831 |
| 2016 | 883       | 35,388 |
| 2017 | 969       | 28,314 |
| 2018 | 785       | 67,653 |
| 2019 |           | 67,715 |
| 2020 |           | 37,484 |